# Ben Nwabueze
Benjamin Obi Nwabueze (* 22. Dezember 1932 in Atana; † 29. Oktober 2023) war ein nigerianischer Jurist und Politiker. Er gilt als einer der führenden Experten für Verfassungsrecht in Afrika.

## Leben
Nwabueze wurde 1932 in Atana geboren und studierte in London. Er wurde 1962 Dozent, zunächst an der University of Lagos und später an der University of Nigeria. Ab November 1970 war er Professor an der juristischen Fakultät der University of Zambia. 1976 wurde er Vorstandsmitglied der United Bank for Africa. Nwabueze war auch beteiligt an der Erarbeitung der Verfassung Nigerias von 1979. Im folgenden Jahr erhielt er den Nigerian National Merit Award. In den 1990er-Jahren unterstützte er Ibrahim Babangida und war 1993 Bildungsminister in dessen Interimsregierung. 2010 geriet er in die Schlagzeilen, als er erklärte, der nigerianische Staat sei aufgrund der Korruption gescheitert, und eine Revolution als einzigen Ausweg bezeichnete. Am 29. Oktober 2023 verstarb Nwabueze im Alter von 90 Jahren.
Nwabueze war auch Autor mehrerer Bücher.